# Adam Aznou
Adam Aznou Ben Cheikh (Barcelona, 2 juni 2006) is een Marokkaans voetballer die doorgaans als linksback speelt bij Bayern München. In 2024 debuteerde Aznou in het Marokkaans voetbalelftal.

## Clubcarrière
Aznou werd geboren in Barcelona en speelde in de jeugd bij CF Damm, FC Barcelona en Bayern München. Op 15 mei 2024 tekende hij zijn eerste profcontract bij Bayern München. Op 2 november 2024 debuteerde Aznou in de Bundesliga tegen Union Berlin.

## Interlandcarrière
Op 9 september 2024 debuteerde Aznou voor Marokko tegen Lesotho. Hij speelde de volledige wedstrijd.